# Euxootera scipioni
Euxootera scipioni là một loài bướm đêm trong họ Noctuidae.